# Интеллектуальная робототехника
Интеллектуальная робототехника — прикладная наука, занимающаяся разработкой автоматизированных технических систем с использованием наработок искусственного интеллекта.
Пионером интеллектуальной робототехники считают Семёна Николаевича Корсакова.

## Семён Николаевич Корсаков
Российский изобретатель в области информационных технологий. В первой половине XIX века выдвинул концепцию усиления возможностей разума посредством разработки научных методов и устройств. В 1832 году представил серию из пяти «интеллектуальных машин» — механических прообразов современных экспертных систем, в конструкции которых впервые в истории информатики были применены перфорированные карты.
Одновременно с публикацией своих изобретений, Семён Николаевич Корсаков в том же 1832 году подал прошение в Императорскую Академию наук в Санкт-Петербурге для рассмотрения его метода. Перспектива и практическая значимость предлагаемых им идей не были оценены современниками. Изобретения Корсакова были забыты. Только в 1961 были опубликованы архивные материалы Академии наук СССР относительно прошения Корсакова. Впоследствии эти публикации привлекли внимание Геллия Николаевича Поварова (1928—2004), профессора кафедры кибернетики Московского государственного инженерно-физического института, усилиям которого были повторно открыты изобретения Корсакова.

## Интеллектуальные машины
С формальной точки зрения машины Корсакова реализовывали основные операции над множествами, представляющие тот базис, который лежит в основе современной дискретной математики и информатики.

## Гомеоскоп прямолинейный с неподвижными частями
(Франц. Homéoscope rectiligne à pièces fixes) — позволяет находить записи по совпадающим признакам. Наиболее простая машина Корсакова.

## Гомеоскоп прямолинейный с подвижными частями
(Франц. Homéoscope rectiligne à pièces mobiles) — позволяет находить записи по совпадающим признакам и в дополнение к этому, по ходу поиска, определяет совпадающие и несовпадающие признаки для каждой записи.

## Идеоскоп
(Франц. Idéoscope) — определяет совпадающие и несовпадающие признаки сравниваемых записей и, кроме того, показывает отсутствующие у заданной записи признаки других записей. Наиболее хитроумное устройство из всех изобретений Корсакова.

## Компаратор простой
(Франц. Comparateur simple) — позволяет сравнивать между собой две записи. Задание признаков осуществляется непосредственно перед сравнением, устройство не требует подготовки перфорированных таблиц.

## Плоский гомеоскоп
(Франц. Homéoscope plane) — позволяет находить записи по совпадающим признакам, определять совпадающие и несовпадающие признаки, число которых может быть очень большим. По существу представляет попытку механизации обработки больших массивов данных, работу с двумерными массивами.